# Acantholyda
Acantholyda is een geslacht van vliesvleugelige insecten uit de familie Pamphiliidae.

## Soorten
- A. erythrocephala (Linnaeus, 1758) - staalblauwe spinselbladwesp
- A. flaviceps (Retzius, 1783)
- A. hieroglyphica (Christ, 1791) - gewone spinselbladwesp
- A. laricis (Giraud, 1861)
- A. posticalis (Matsumura, 1912)
- A. pumilionis (Giraud, 1861)
- A. serbica Vasic, 1962
- A. teunisseni Achterberg & Aartsen, 1986